# Issoudun
Issoudun este un oraș în Franța, subprefectură a departamentului Indre, în regiunea Centru. Orașul este traversat de râul Théols.

## Obiective turistice
- Tour Blanche (Donjon din secolul al XII-lea)
- Muzeul Saint-Roch-Hospizes: Se află într-o mănăstire fondată în secolul al 12-lea și reconstruită în secolul al 15-lea. Clădirea are o capelă din secolul al 15-lea, precum și două aripi laterale din secolele al XVII-lea și al XVIII-lea.

## Personalități născute aici
- Auguste Borget⁠(en)[traduceți] (1808 – 1877), pictor;
- Maurice La Châtre⁠(fr)[traduceți] (1814 – 1900), scriitor;
- Daniel Revenu (1942 - 2024), scrimer.

1. ↑  répertoire géographique des communes, accesat în 26 octombrie 2015
2. ↑  Q133878296, 2016
3. ↑  dataset of postal codes in France, 1 octombrie 2018